# تیش تپه
تیش تپه مربوط به دوران پیش از تاریخ ایران باستان - سده‌های اولیه دوران‌های تاریخی پس از اسلام است و در شهرستان مانه و سملقان، بخش مانه، دهستان اترک، روستای بازار قارناس واقع شده و این اثر در تاریخ ۱۸ شهریور ۱۳۸۷ با شمارهٔ ثبت ۲۳۳۰۳ به‌عنوان یکی از آثار ملی ایران به ثبت رسیده است.